# Polsko na Eurovision Song Contest
Polsko se zúčastnilo 27 ročníků soutěže Eurovision Song Contest, poprvé v roce 1994. Navzdory tomu, že se země stala členem EVU až v roce 1993, veřejnoprávní Telewizja Polska často vysílala i dřívější ročníky.
Nejlepším výsledkem země je 2. místo z debutového roku 1994, které získala Edyta Górniak s písní „To nie ja!“. Jedná se také o dosud jediné umístění Polska mezi pěti nejlepšími. Do nejlepší desítky se probojovala skupina Ich Troje s písní „Keine Grenzen – Żadnych granic“, která skončila sedmá v roce 2003, a v roce 2016 se umístil na osmém místě Michał Szpak s písní „Color of Your Life“.
Polsko ze soutěže odstoupilo v roce 2000 kvůli špatným výsledkům z předchozích let. V roce 2001 se opět vrátilo, po umístění na 20. příčce z 23 účastníků ale další rok opět vynechalo. V letech 2005–2011 země jen jednou postoupila do finále, proto v roce 2012 soutěž opět opustila. Zpátky se vrátila po dvouleté pauze v roce 2014.

## Výsledky
| Rok                           | Interpret                 | Píseň                            | Jazyk                                  | Finále        | Finále        | Semifinále                | Semifinále                |
| Rok                           | Interpret                 | Píseň                            | Jazyk                                  | Pořadí        | Body          | Pořadí                    | Body                      |
| ----------------------------- | ------------------------- | -------------------------------- | -------------------------------------- | ------------- | ------------- | ------------------------- | ------------------------- |
| 1994                          | Edyta Górniak             | „To nie ja!“                     | polština                               | 2.            | 166           | nekonalo se               | nekonalo se               |
| 1995                          | Justyna                   | „Sama“                           | polština                               | 18.           | 15            | nekonalo se               | nekonalo se               |
| 1996                          | Kasia Kowalska            | „Chcę znać swój grzech“          | polština                               | 15.           | 31            | 15.                       | 42                        |
| 1997                          | Anna Maria Jopek          | „Ale jestem“                     | polština                               | 11.           | 54            | nekonalo se               | nekonalo se               |
| 1998                          | Sixteen                   | „To takie proste“                | polština                               | 17.           | 19            | nekonalo se               | nekonalo se               |
| 1999                          | Mietek Szcześniak         | „Przytul mnie mocno“             | polština                               | 18.           | 17            | nekonalo se               | nekonalo se               |
| bez účasti v roce 2000        |                           |                                  |                                        |               |               | nekonalo se               | nekonalo se               |
| 2001                          | Piasek                    | „2 Long“                         | angličtina                             | 20.           | 11            | nekonalo se               | nekonalo se               |
| bez účasti v roce 2002        |                           |                                  |                                        |               |               | nekonalo se               | nekonalo se               |
| 2003                          | Ich Troje                 | „Keine Grenzen – Żadnych granic“ | němčina, polština, ruština             | 7.            | 90            | nekonalo se               | nekonalo se               |
| 2004                          | Blue Café                 | „Love Song“                      | angličtina, španělština                | 17.           | 27            | TOP 11 z předchozího roku | TOP 11 z předchozího roku |
| 2005                          | Ivan and Delfin           | „Czarna dziewczyna“              | polština, ruština                      | nepostup      | nepostup      | 11.                       | 81                        |
| 2006                          | Ich Troje                 | „Follow My Heart“                | angličtina, polština, němčina, ruština | nepostup      | nepostup      | 11.                       | 70                        |
| 2007                          | The Jet Set               | „Time to Party“                  | angličtina                             | nepostup      | nepostup      | 14.                       | 75                        |
| 2008                          | Isis Gee                  | „For Life“                       | angličtina                             | 24.           | 14            | 10.                       | 42                        |
| 2009                          | Lidia Kopania             | „I Don't Wanna Leave“            | angličtina                             | nepostup      | nepostup      | 12.                       | 43                        |
| 2010                          | Marcin Mroziński          | „Legenda“                        | angličtina, polština                   | nepostup      | nepostup      | 13.                       | 44                        |
| 2011                          | Magdalena Tul             | „Jestem“                         | polština                               | nepostup      | nepostup      | 19.                       | 18                        |
| bez účasti v letech 2012–2013 |                           |                                  |                                        |               |               |                           |                           |
| 2014                          | Donatan a Cleo            | „My Słowianie – We Are Slavic“   | polština, angličtina                   | 14.           | 62            | 8.                        | 70                        |
| 2015                          | Monika Kuszyńska          | „In the Name of Love“            | angličtina                             | 23.           | 10            | 8.                        | 57                        |
| 2016                          | Michał Szpak              | „Color of Your Life“             | angličtina                             | 8.            | 229           | 6.                        | 151                       |
| 2017                          | Kasia Moś                 | „Flashlight“                     | angličtina                             | 22.           | 64            | 9.                        | 119                       |
| 2018                          | Gromee feat. Lukas Meijer | „Light Me Up“                    | angličtina                             | nepostup      | nepostup      | 14.                       | 81                        |
| 2019                          | Tulia                     | „Fire of Love (Pali się)“        | polština, angličtina                   | nepostup      | nepostup      | 11.                       | 120                       |
| 2020                          | Alicja                    | „Empires“                        | angličtina                             | ročník zrušen | ročník zrušen | ročník zrušen             | ročník zrušen             |
| 2021                          | Rafał                     | „The Ride“                       | angličtina                             | nepostup      | nepostup      | 14.                       | 35                        |
| 2022                          | Ochman                    | „River“                          | angličtina                             | 12.           | 151           | 6.                        | 198                       |
| 2023                          | Blanka                    | „Solo“                           | angličtina                             | 19.           | 93            | 3.                        | 124                       |
| 2024                          | Luna                      | „The Tower“                      | angličtina                             | nepostup      | nepostup      | 12.                       | 35                        |
| 2025                          | Justyna Steczkowska       | „Gaja“                           | polština, angličtina                   | 14.           | 156           | 7.                        | 85                        |

| Legenda | Legenda                              |
| ------- | ------------------------------------ |
| 1       | 1. místo                             |
| 2       | 2. místo                             |
| 3       | 3. místo                             |
| ◁       | poslední místo                       |
| X       | interpret vybrán, ale nezúčastnil se |

## Galerie

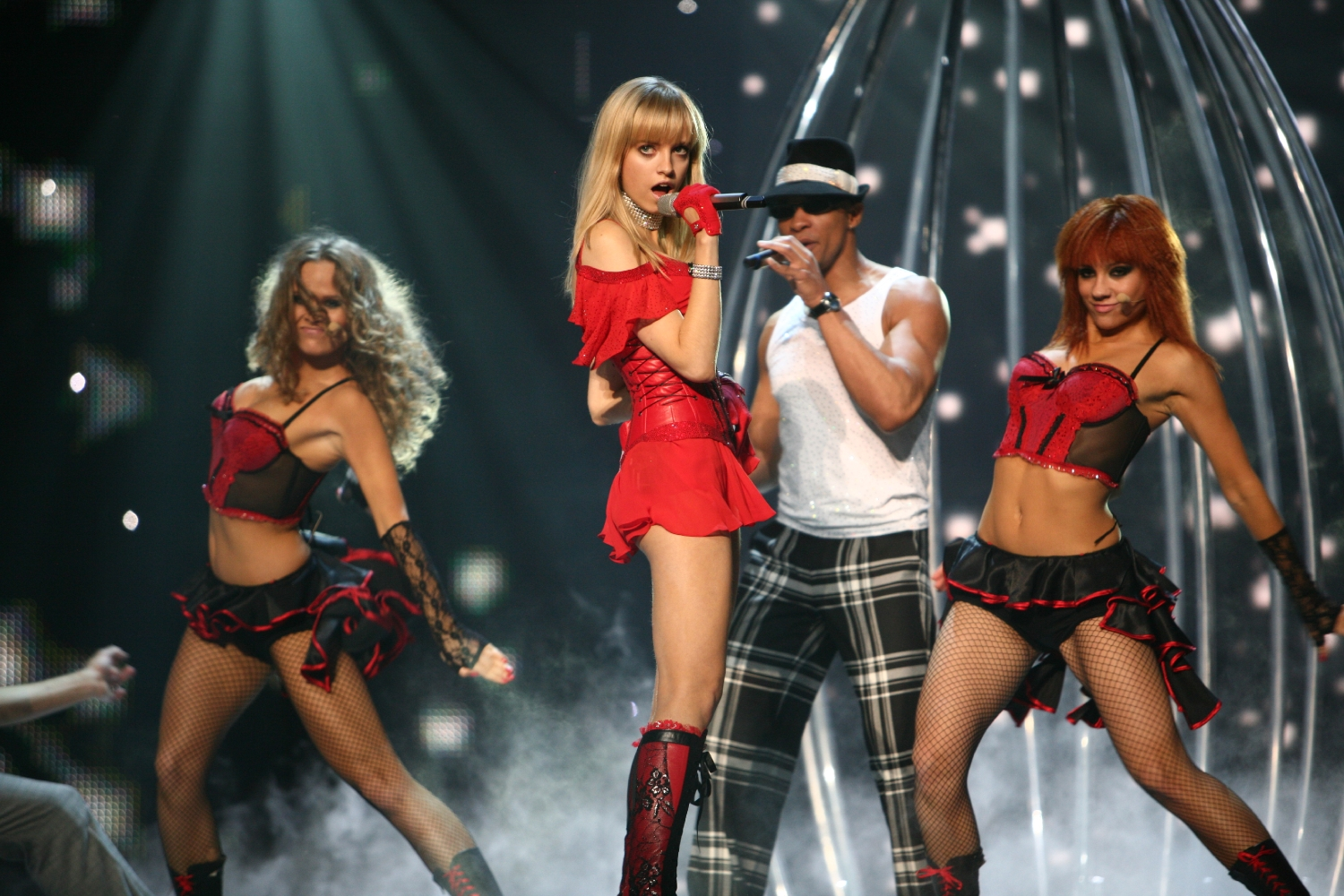
The Jet Set v Helsinkách (2007)
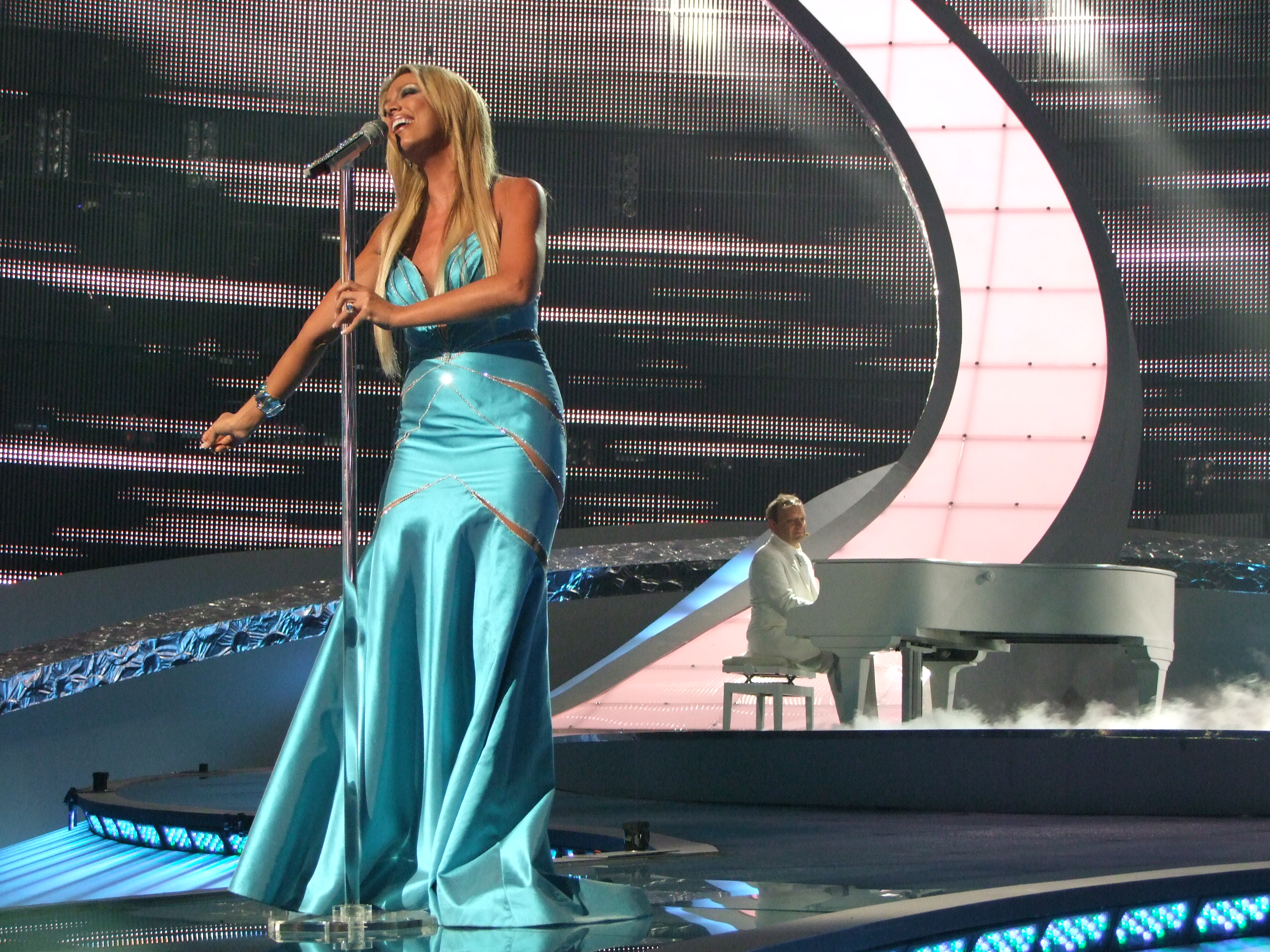
Isis Gee v Bělehradu (2008)
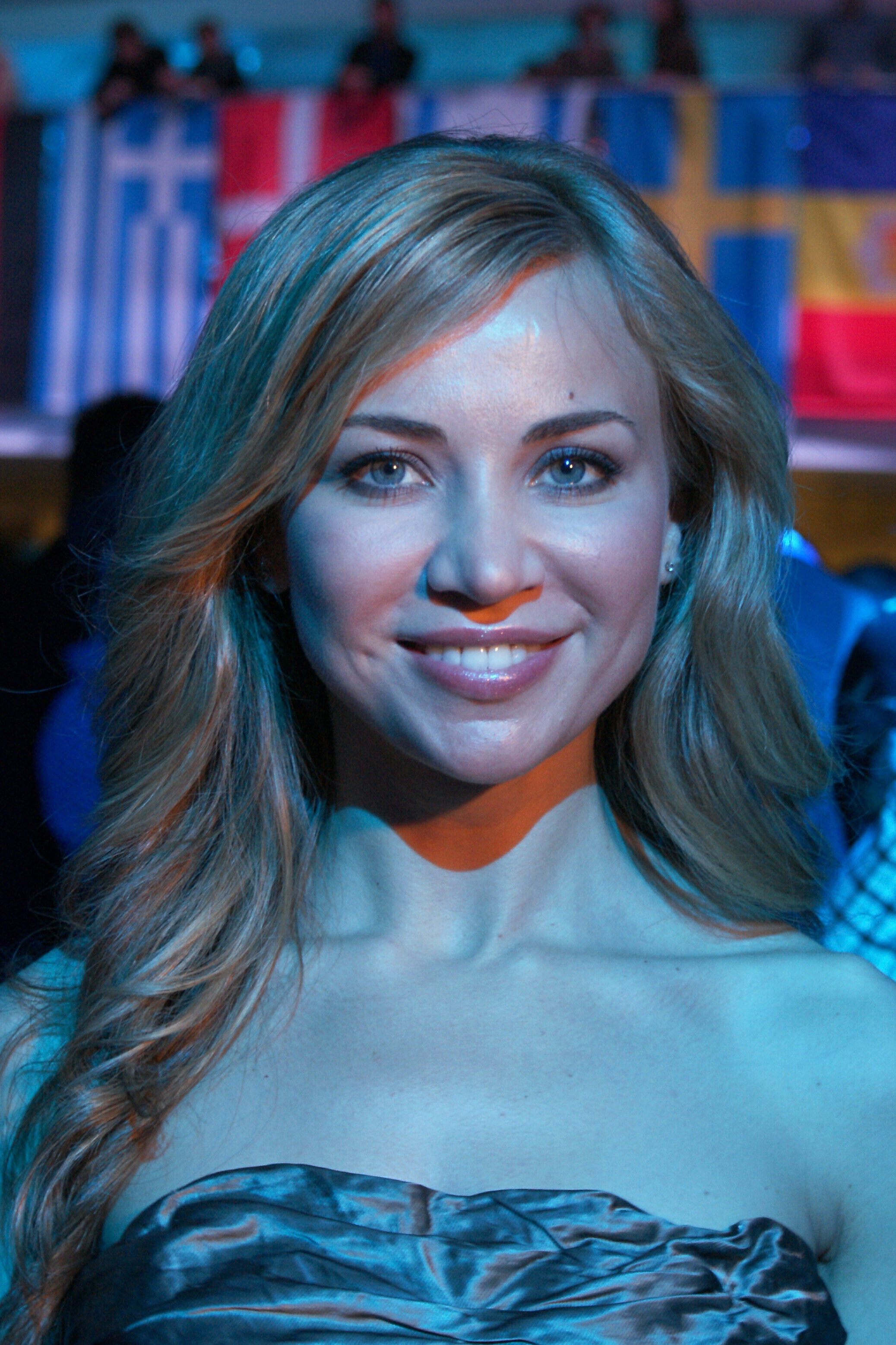
Lidia Kopania v Moskvě (2009)
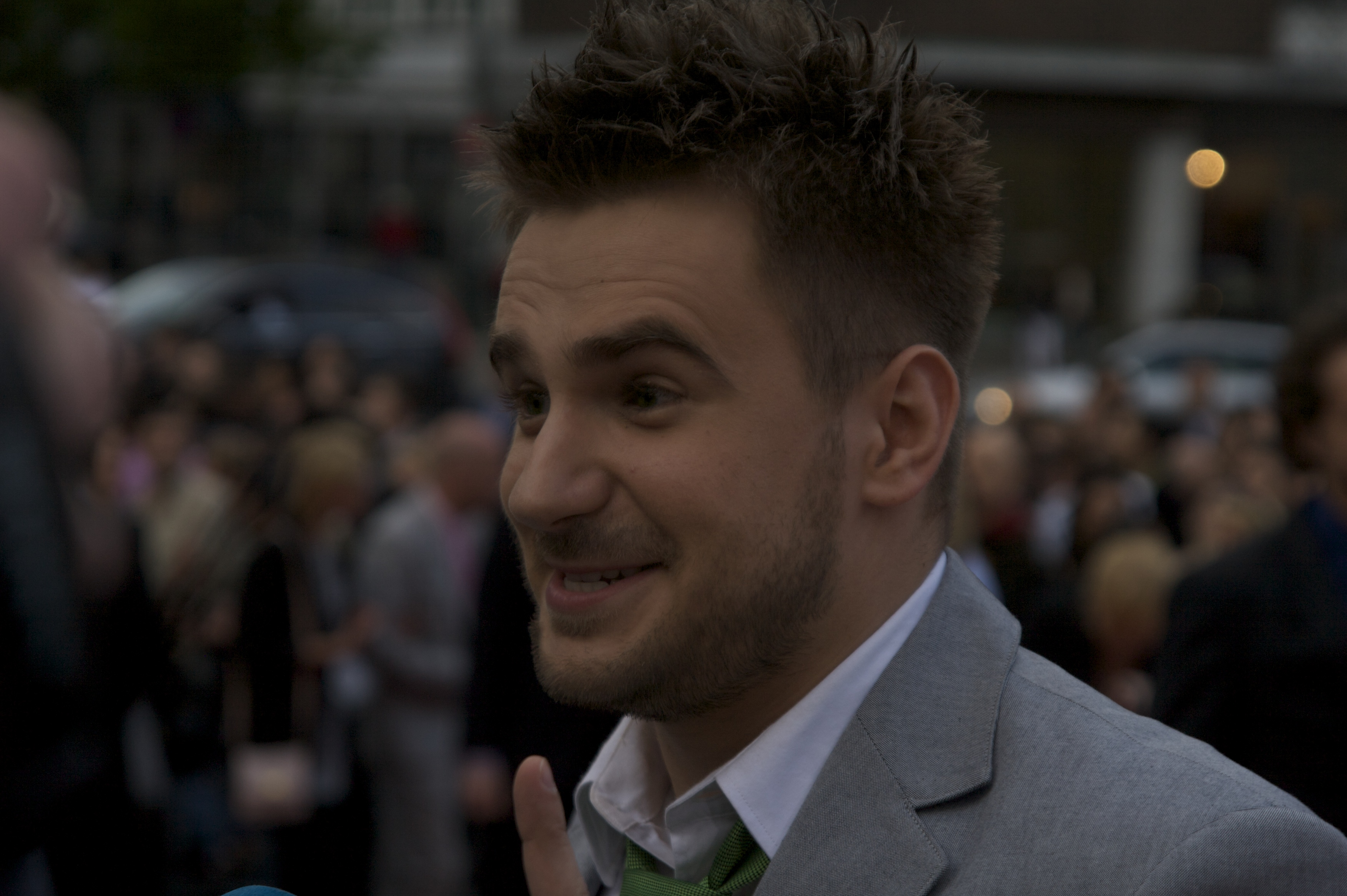
Marcin Mroziński v Oslu (2010)
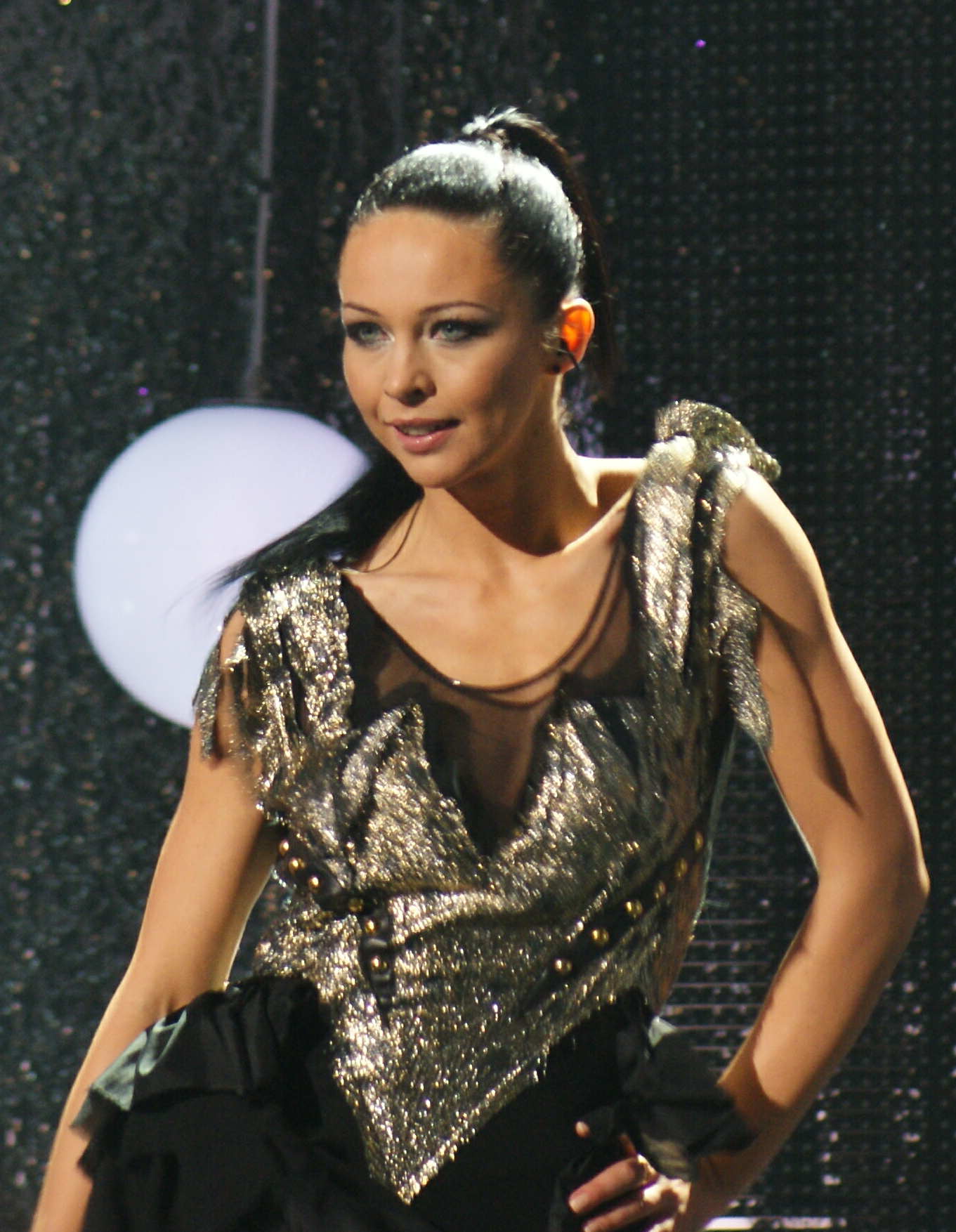
Magdalena Tul v Düsseldorfu (2011)
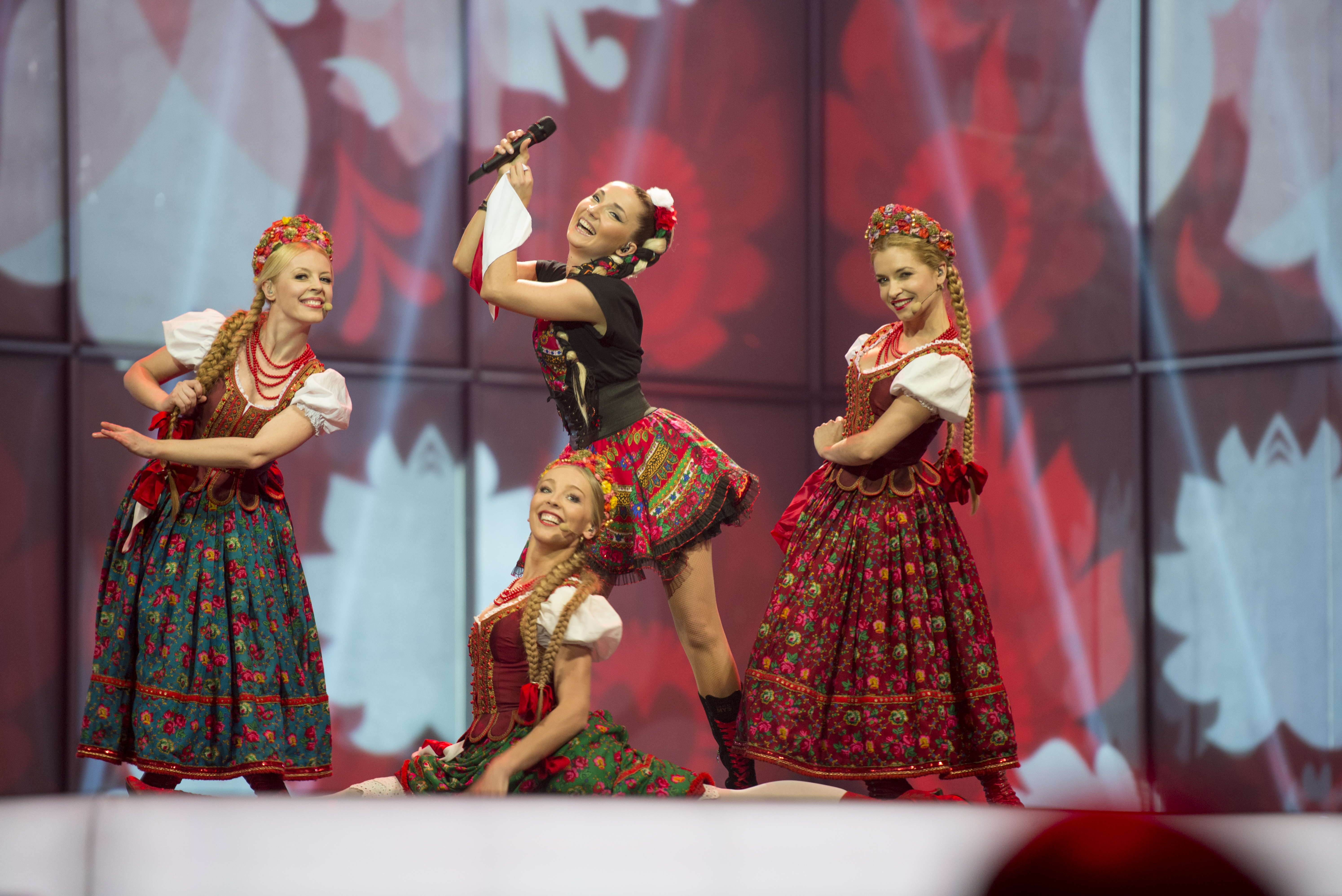
Donatan & Cleo v Kodani (2014)
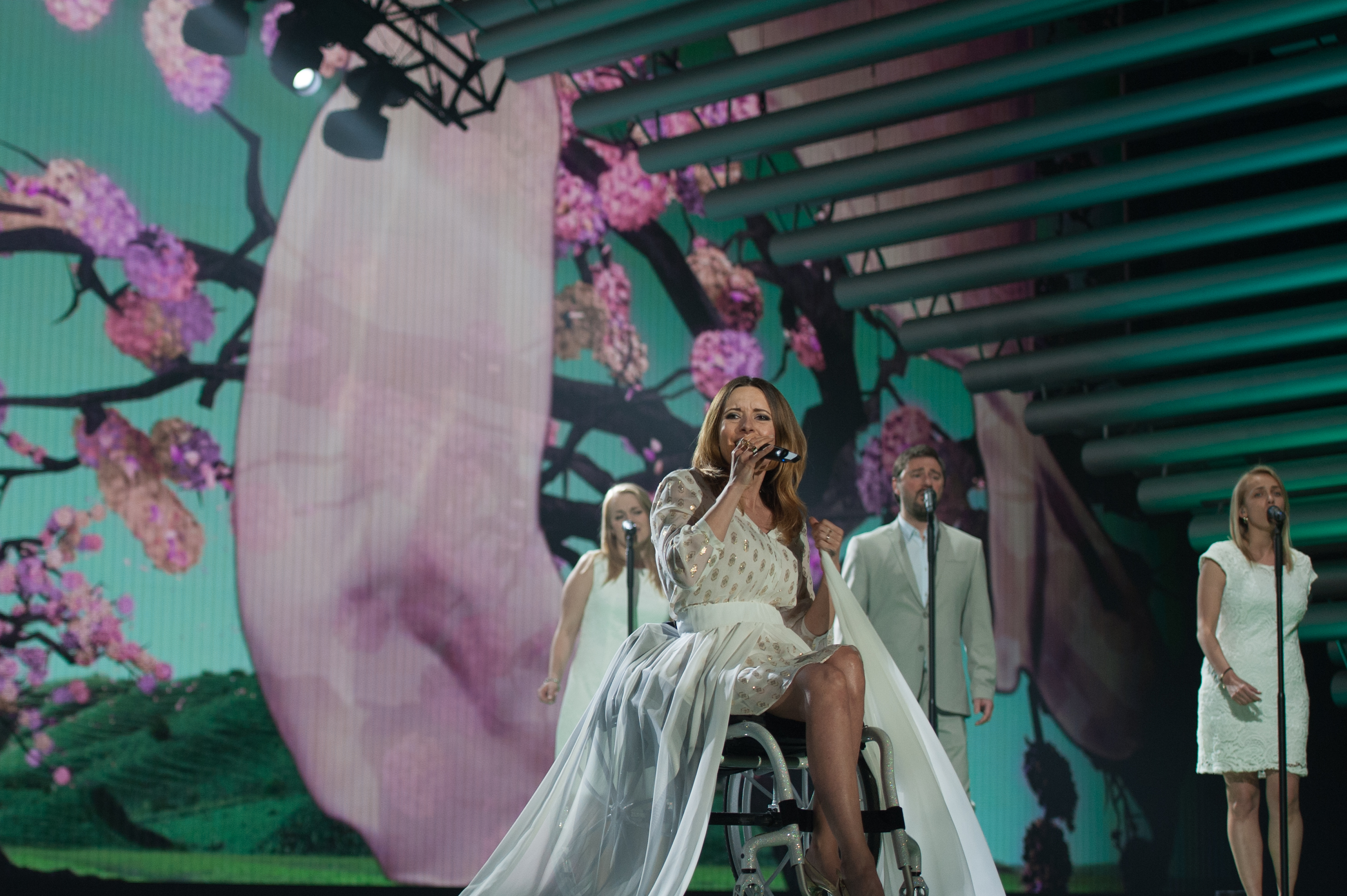
Monika Kuszyńska ve Vídni (2015)
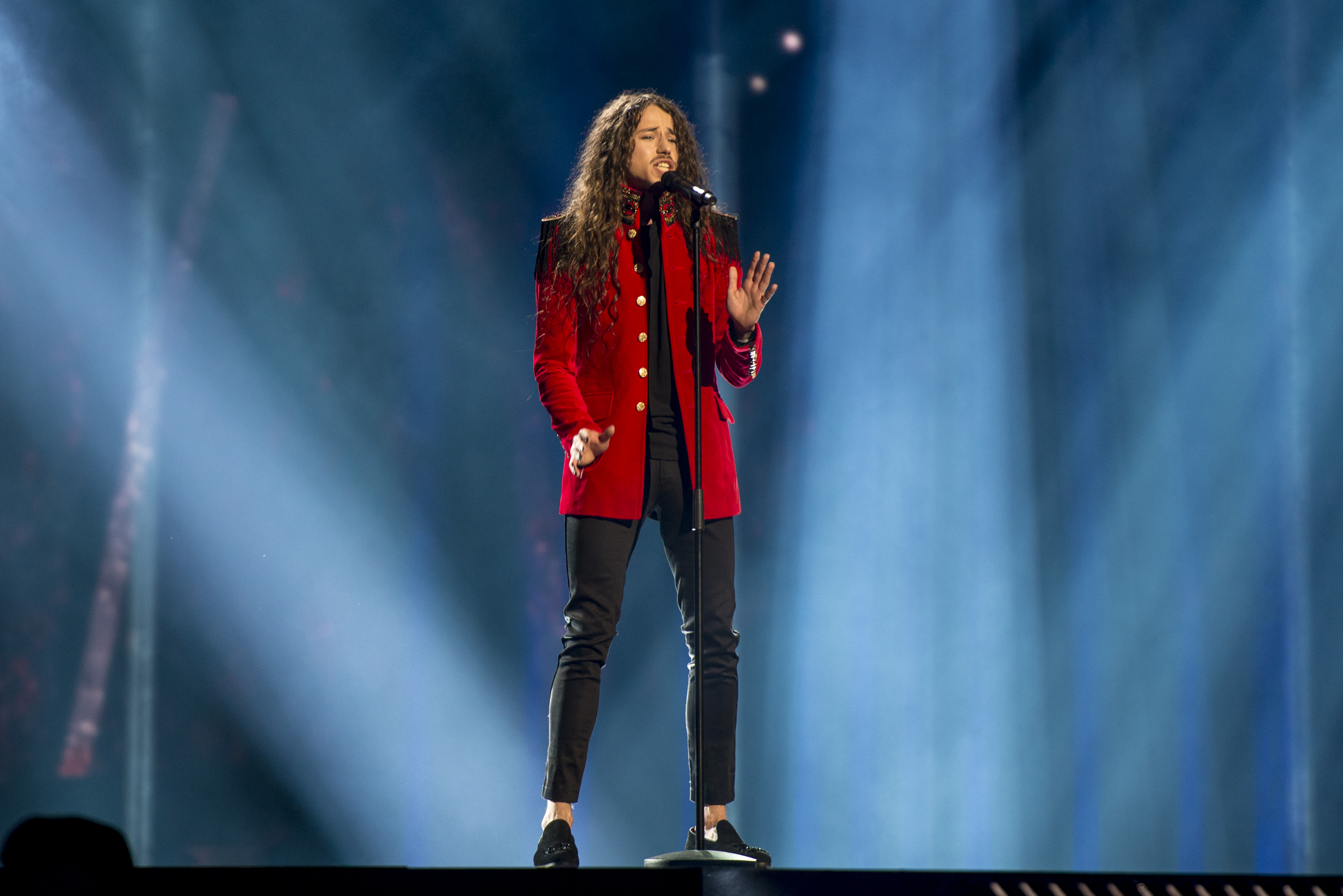
Michał Szpak ve Stockholmu (2016)
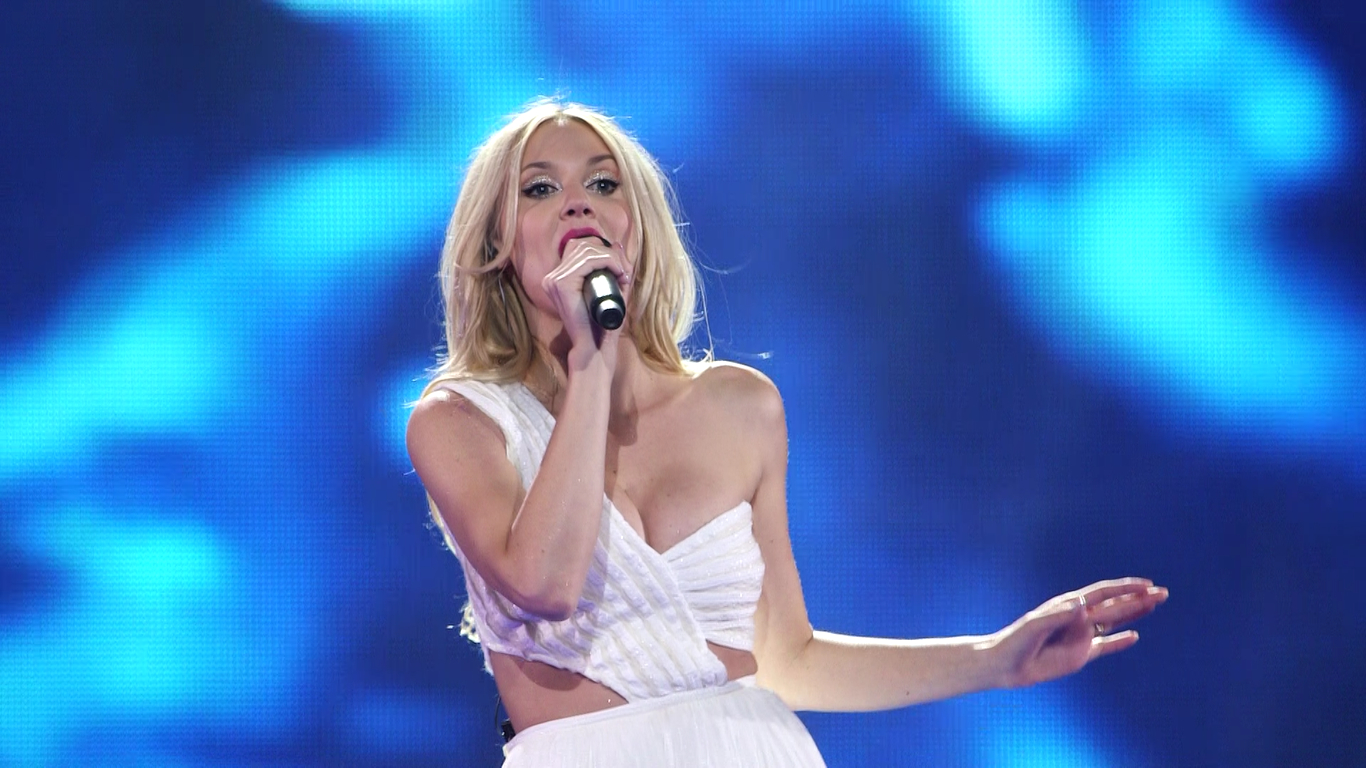
Kasia Moś v Kyjevě (2017)
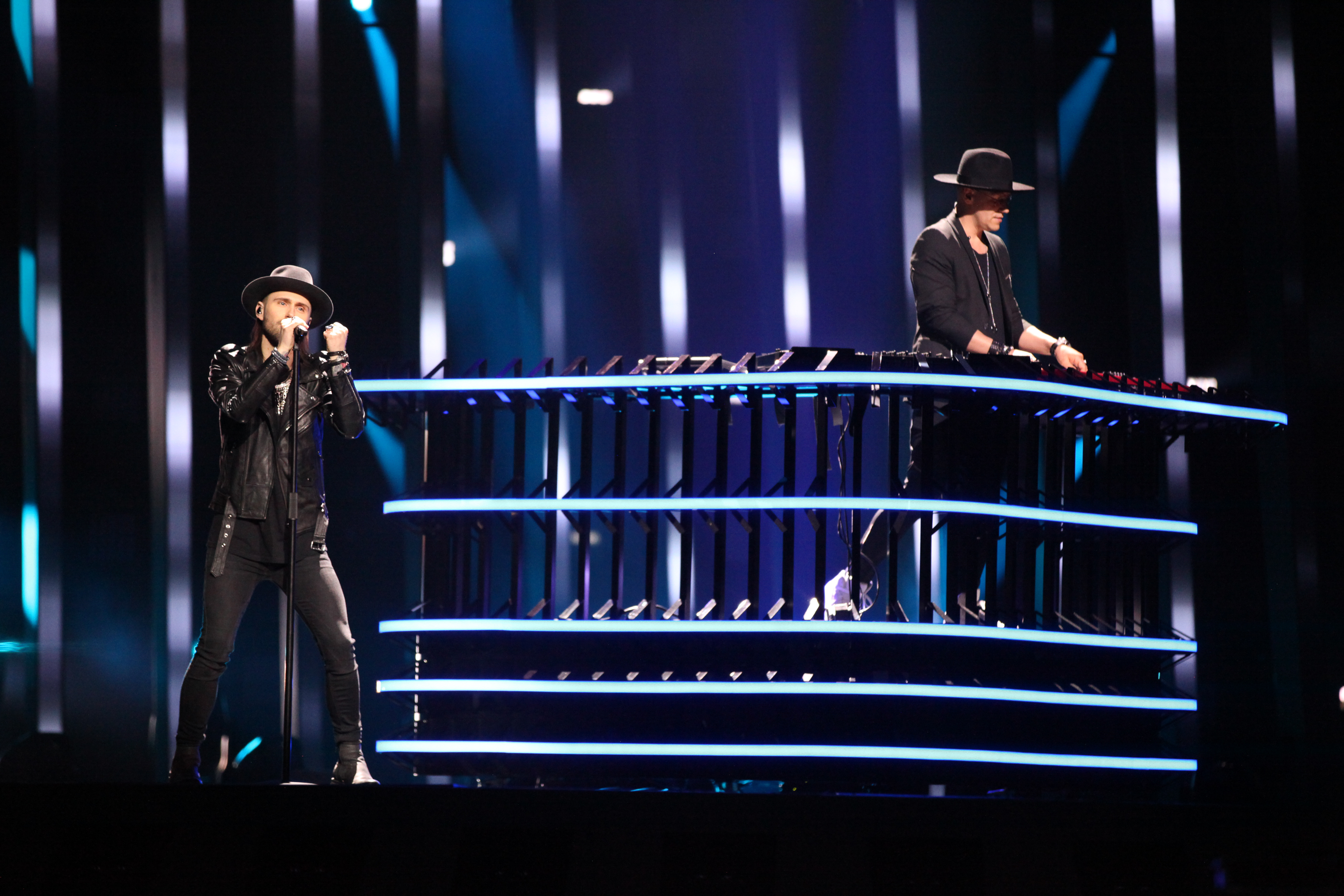
Gromee a Lukas Meijer v Lisabonu (2018)
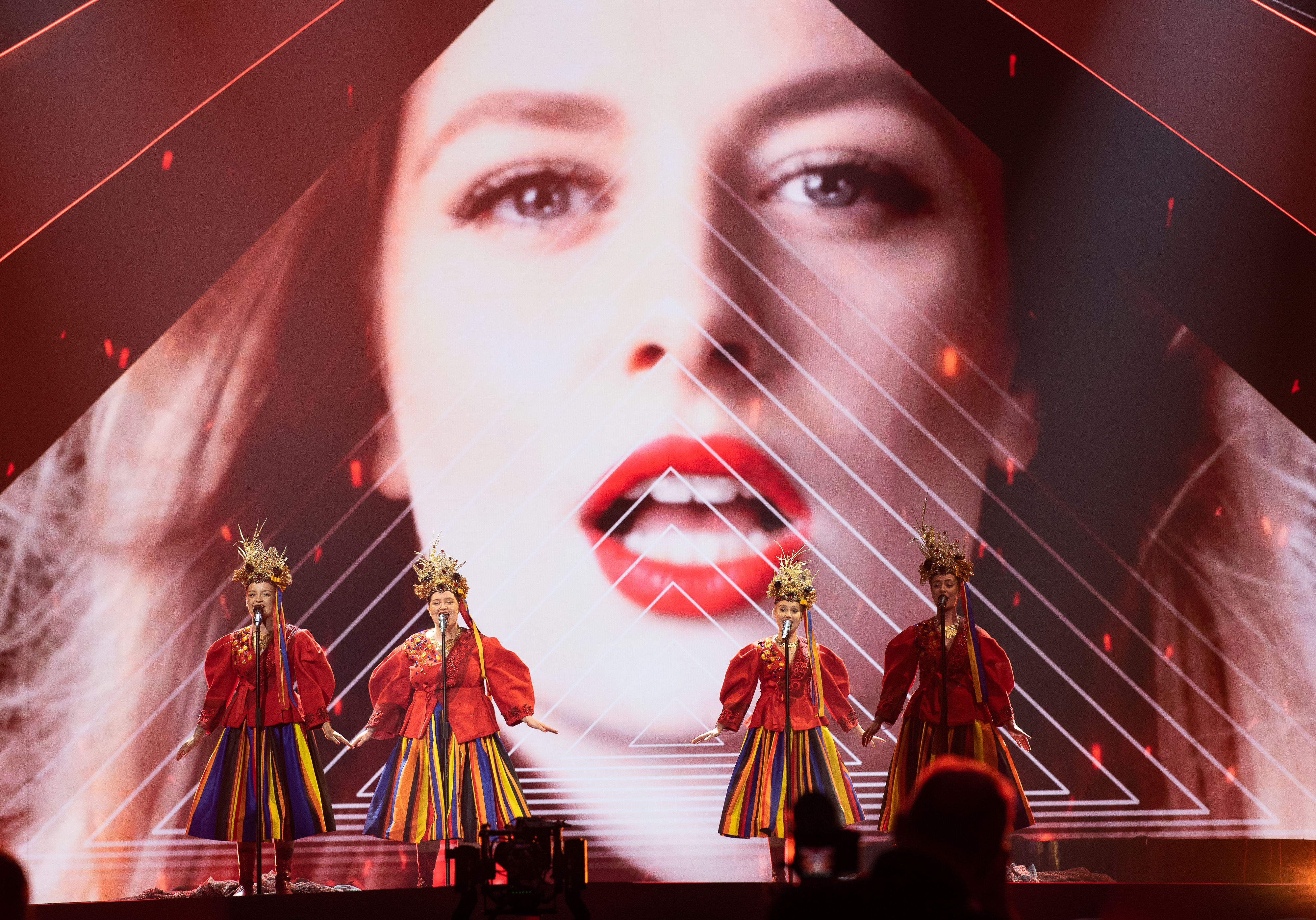
Tulia v Tel Avivu (2019)
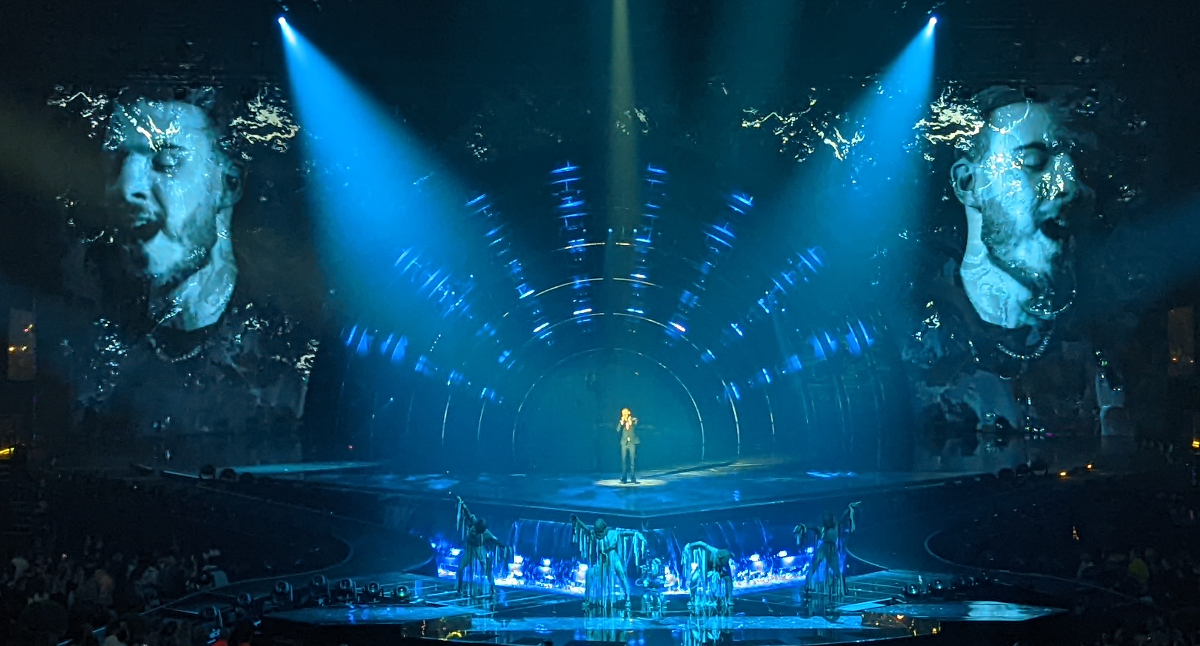
Ochman v Turíně (2022)
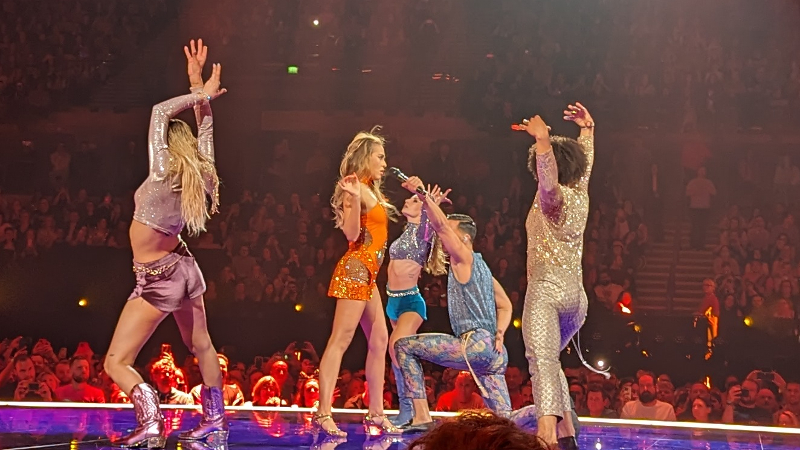
Blanka v Liverpoolu (2023)
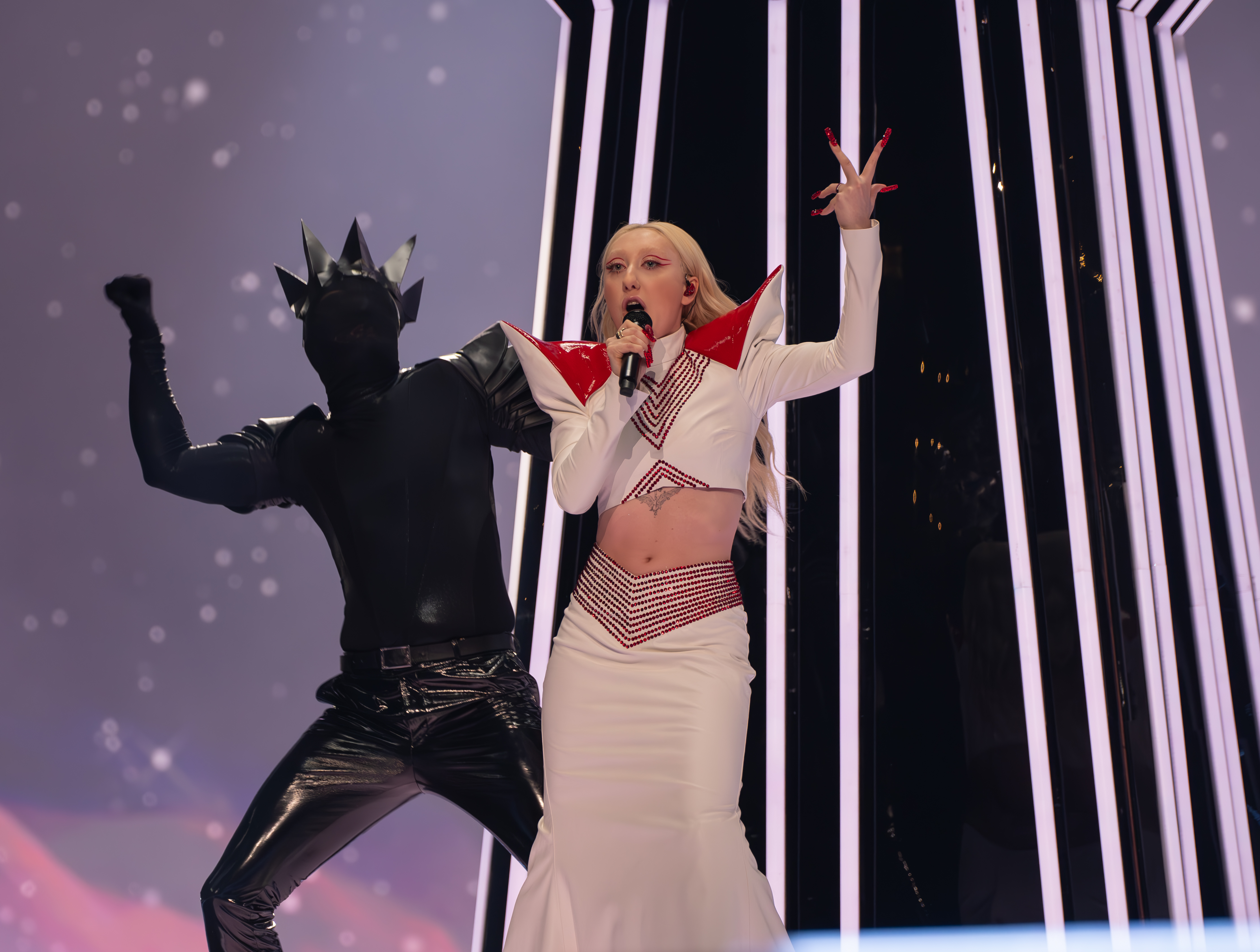
Luna v Malmö (2024)
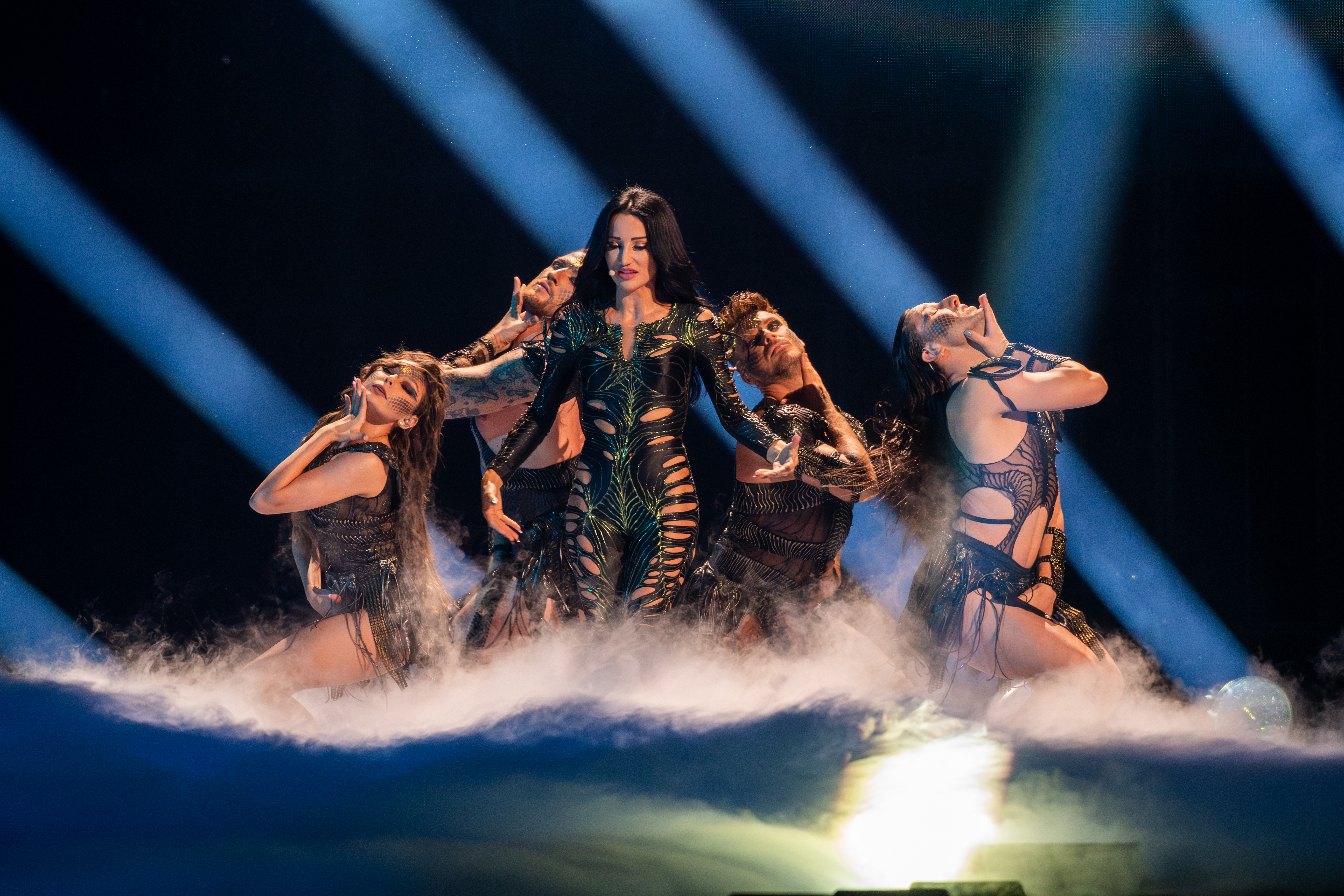
Justyna Steczkowska v Basileji (2025)